# Ђангоешти (Дамбовица)
Ђангоешти (рум. Geangoești) насеље је у Румунији у округу Дамбовица у општини Драгомирешти. Oпштина се налази на надморској висини од 278 m.

## Становништво
Према подацима из 2002. године у насељу је живело 365 становника, од којих су сви румунске националности.